# Cyrebia niesiolowskii
Cyrebia niesiolowskii là một loài bướm đêm trong họ Noctuidae.